# Atypus piceus
Atypus piceus este o specie de păianjeni migalomorfi. Numele speciei, piceus, este un cuvând de origine latină care înseamnă negru ca smoala, referindu-se la culoarea neagră și suprafața lucioasă a corpului.

## Descriere
Masculii din această specie sunt de aproximativ 10 mm lungime, femele ajung de până la 15 mm. Masculii o culoare neagră, iar juvenilii și femelele sunt de culoare maro, cu o nuanță violetă. Filierele anterioare și mediane nu sunt segmentate, cea de a treia pereche, ultim, este alcătuită din 3 segmentate. Tot pe ultima pereche de filiere este o pată de culoare deeschisă utilizată la identificarea speciei .

## Reproducere
Perioada de imperechere începe în iunie și se termină în iulie. În această perioadă se pot observa masculi călătorind în căutarea femeli. Juvenilii eclozează toamna și iernează în tubul femelei. Primăvara, datorită dimensiunilor reduse, juvenilii urcă pe firele de iarbă, țes un fir de mătase cu ajutoul cărora plutesc în aer și se răspândesc pe teritoriile învecinate . Durata de viață a speciei este de aproximativ 10 ani.

## Ecologie
Atypus piceus preferă să populeze pajiște, marginea pădurilor sau în poiene. Ca și celilalți păianjeni din genul Atypus, acest păianjen locuiește într-un tub vertical de mătase. Tubul are 10 cm în diametru și 30 cm înălțime, 20 fiind în subteran și restul se înalță deasupra solului. Partea externă a tubului mătăsos este camuflată cu particule de sol și resturi vegetale. Păianjenului stă ascuns și așteapta prada la baza tubului. Când victima atinge tubul, vibrațiile se răspândesc prin pereții tubului. La recepționarea virațiilor păianjenul urcă la suprafață apucă prada cu chelicere și o paralizează.

## Răspândire
Atypus piceus se întâlnește din Europa Centrală până în Turkmenistan .